# Тер-Погосян, Арсен Самсонович
Арсен Самсонович Тер-Погосян (19.05.1875 г., село Ара Апаранского района, Армения — 1938 г., Бухарест, Румыния) — национальный военный деятель Армении, полковник греческой армии (1920 г.).

## Биография
22-29 мая 1918 г. Арсен Тер-Погосян организовал оборону Апарана, объединил крестьян региона в отряд ополченцев, которые остановили нашествие регулярной турецкой армии на Ереван. Ополченцы продержались два с половиной дня, пока не подошли войска под командованием Драстамата Канаяна (Дро). Арсен Тер-Погосян является сыном прототипа героя исторического романа «Хент» армянского писателя Раффи Самсона Тер-Погосяна и Анны Тер-Тадевосян.
Учился в приходской школе родной деревни Ара, закончил Ереванскую учительскую семинарию, Санкт—Петербургскую специальную военную школу. В конце 19-го века вернулся в Армению, поехал в Западную Армению, в рядах войска под командованием Андраника Озаняна участвовал во многих сражениях за освобождения западной части родины. Отличался невероятной храбростью и находчивостью. Позже, в 1905 году, 4—го июня, по приказу Никола Думана со своей группой боевиков вернулся в Апаран, село Арташаван, соединил местные силы, около 150 всадников и пехотных бойцов, организовал оборону населения сел Апаранского а и Аштаракского районов от турок, живущих в селах у подножия гор Арагац и Ара. В отряде общего командира Арсена Тер—Погосяна было всего 98 солдат, а также более чем 40 вооруженных крестьян. 1907 г в очередной раз перевозив оружие в Западную Армению, на переходе реки Аракс был арестован русскими пограничниками. Все усилия, тщетные попытки Самсона Тер-Петросяна освободить сына из тюрьмы Карса, прошли безрезультатно. Арсена приговорили к 7 годам лишения свободы, в 1908 году был сослан в Сибирь. В 1917 году он был освобожден из тюрьмы и вернулся в Армению. В 1917 году — председатель Национального совета Армении. Арама Манукян, учитывая его опыт, преданность, бескомпромиссную позицию по отношению к несправедливостям, назначил его начальником военизированной полиции под руководством коменданта Аршо Шаххатуни: 17 мая 1918 года по приказу Арама Манукяна с отрядом созданным бойцами родом из Апарана, чтобы в случае нападения турок, организовать защиту провинции и остановить передвижение турок. 17-22 мая 1918 года с начальником провинции Апаран Седраком Джалаляном и духовным пастором района Ованесом Тер-Минасяном осуществил объемную подготовительную работу среди населения Апарана и соседних районов, связи сбора ополченцев, подготовления стратегических позиций, смягчения общей атмосферы паники в регионе. 22-23 мая непосредственно руководил первыми боями Апаранской обороны и силами ополченцев закрыл дорогу турецкой дивизии. Было остановлено нашествие регулярной турецкой армии на Ереван. Ополченцы продержались два с половиной дня, пока не подоспела помощь правительственных войск под командованием Драстамата Канаяна (Дро). Арсен Тер-Погосян особенно отличился подготовленной ловушкой 22 мая на мосту возле села Мирак. Разведывательный батальон турецкой армии, не встретив сопротивления, пошел вперед и попал в засаду, и был уничтожен ополченцами, между холмами деревень Нигаван и Ухтасар. В последующие дни он также умело управлял вверенными ему более чем четырьмя тысячами ополченцев.

## Семья
Младший брат — Васак (1881—1936) — советский государственный деятель, Народный комиссар финансов ССР Армения.
Сын — Погосян Самсон Арсенович.